# Progressieve multifocale leukencefalopathie
Progressieve multifocale leukencefalopathie (PML)  is een zeldzame, progressief verlopende demyeliniserende aandoening van het centrale zenuwstelsel die meestal overlijden of ernstige invaliditeit tot gevolg heeft. 
PML wordt veroorzaakt door activatie van het JC-virus, een polyomavirus dat voorkomt in latente vorm bij meer dan 80% van gezonde volwassenen. Het JC-virus blijft normaal gesproken latent, en veroorzaakt alleen bij immunogecompromitteerde patiënten PML, bijvoorbeeld bij aidspatiënten, kankerpatiënten, transplantatiepatiënten en patiënten met auto-immuunziekten zoals SLE en MS.
Vaak wordt de verminderde immuunrespons hierbij veroorzaakt door de medicatie die gebruikt wordt om de ziekteverschijnselen te onderdrukken, zoals Prednison, Azathioprine, Cyclofosfamide, Natalizumab of Rituximab. Behandeling dient dan te worden gestaakt of de dosering moet worden verlaagd. Antivirale therapie moet worden overwogen.